# Engbrücksee
Der Engbrücksee (dänisch: Engbro Sø) ist ein See im Kreis Schleswig-Flensburg im deutschen Bundesland  
Schleswig-Holstein östlich des Ortes Bollingstedt. 
An dem 6,5 Hektar großen See fließt der Treene-Zufluss Bollingstedter Au vorbei, ohne dass eine oberirdische Verbindung besteht. 